# Заруцькі джерела
Заруцькі джерела, Джерела «Ключі 3» - гідрологічна пам'ятка природи, об'єкт природно-заповідного фонду Сумської області.
Оголошений рішенням Сумського Облвиконкому № 429 20.07.1977 року та 19.10.2000 року на землях Заруцького вапнякового заводу. 
Розташована у підніжжі правого корінного берега р. Клевень на східній околиці с. Заруцьке Глухівського району . 
Площа – 0,8 га. 
Охороняється місце витоку на поверхню 13 самовитічних джерел води доброї питної якості, що витікають із крейдяної гори та збираються у вигляді природної чаші та 2 окремих джерел. Джерела живлять річку Клевень.